# 3682 Welther
3682 Welther eller A923 NB är en asteroid i huvudbältet, som upptäcktes 12 juli 1923 av den tyske astronomen Karl Wilhelm Reinmuth i Heidelberg. Den har fått sitt namn efter Barbara L. Welther.
Asteroiden har en diameter på ungefär 19 kilometer.